# 川康边防军
川康边防军，是中华民国时期四川军阀刘文辉的部队，布防范围包括四川、西康等地。

## 沿革
川康边防军前身为川边镇守使陈遐龄的川边军，1920年8月，陈派贺中强为前敌指挥，率羊仁安（羊清泉）、苏华洲两旅占据宁属。1925年秋，四川军阀刘成勋击败陈遐龄的川边军。1926年7月，改编所属部队，委孙涵为川边军总司令兼第一混成旅旅长，羊仁安为副司令兼第二混成旅旅长，贺中强为第三混成旅旅长，苏华洲为第四混成旅旅长。
在川黔联军倒杨之战后，刘成勋与刘文辉矛盾加重。1927年初，刘湘在蒋介石支持下，联络刘成勋、赖心辉，计划排除保定系邓锡侯、田颂尧、刘文辉等部。1927年6月6日，刘文辉罗列罪名通电声讨刘成勋，爆发川西之战。由于刘成勋平时随意克扣军饷，军心不稳，加之刘文辉策动收买，部将离析。6月8日，刘文辉令第十师师长夏首勋、旅长张清平率两万余人，向双流、新津、崇庆、大邑、邛崃、丹棱、名山、雅安实施突袭。刘成勋部战败退出，并向新津、邛崃集结，之后接连后撤。刘文辉部蔡玉龙旅在丹棱石桥场擦耳岩一带与刘成勋部交火，刘成勋部溃退蒲江、名山。15日，张清平部围攻邛崃。刘成勋部顽强抵抗，激战多时，张部占领邛崃，刘成勋部撤至甘积堡、黑竹关、百丈关一带，筑防雅安。刘成勋向刘湘、赖心辉求援。刘文辉令夏首勋迅速攻克雅安，刘成勋部再退至沙坪防守。28日，刘成勋令贺中强旅长率两个团实施反攻，但两小时后伤亡过半溃败。刘成勋令部队撤离雅安到荥经集结，自己在当晚逃向荥经。刘文辉部进入雅安。29日，刘成勋通电下野，该部孙涵、羊仁安、贺中强通电就任刘文辉所委川康边防军正副司令职，陈万仞任川康边防军第六路司令。刘成勋回原籍大邑，其防区及部队被刘文辉兼并。不久，撤销川康边防军番号，驻宁属各部改编为国民革命军第24军第11混成旅，羊仁安任旅长。
此外，前身为宁属、雷波、马边、屏山、峨边屯殖军以及第24军第11旅、12旅也是川康边防军的主要构成。刘元璋、刘元瑭分别任川康边防军正副司令，司令部设西昌考棚（现西昌大礼堂）。川康边防军驻宁属后，几经改编扩充，共有5旅，12个团，总兵力约1.5万人。1935年，中国工农红军长征过凉山，川康边防军积极布防阻击红军，并成功阻止红军对会理的围攻。1935年5月，蒋介石亲自到四川督战，要求其部队配合薛岳的正规军，意图在大渡河围攻消灭中央红军，重演石达开兵败。但刘文辉自感与红军正面冲突会减弱自己的地方势力，而红军也无意与川军厮杀，在飞夺泸定桥后红军全部越过大渡河，之后绕道通过西昌向泸沽前进，离开宁属。

## 编制
1935年5月，川康边防军驻防分布：
- 刘元璋司令，驻西昌；
- 刘元瑭副司令，驻会理；
- 第12旅，旅长刘元瑭[11]，所属黄懋霖、毛国懋团驻会理，张青岩团驻西昌；
- 第13旅，旅长刘元瑄[11]，所属凌致远、刘玉椿团驻西昌；
- 第16旅，旅长许剑霜[11]，所属王吉山、赵光钦团驻德昌；
- 第17旅，旅长刘元琮[11]，所属白永安团驻西昌，聂文青团驻越嶲；
- 第20旅，旅长邓秀廷[11]，所属孙子汶、邓德权团驻守普格。